# A Twist in the Myth
A Twist in the Myth es el octavo disco de la banda germana de power metal Blind Guardian, lanzado en septiembre de 2006.
Es el primer álbum con su nuevo batería Frederik Ehmke, quien sustituye a Thomen "The Omen" Stauch. Se mantiene entre los sonidos más experimentales de sus últimos trabajos y el power metal directo de sus años clásicos. Destacan los temas Otherland, Turn The Page, Skalds and Shadows y sus respectivos singles Fly y Another Stranger Me.

## Formación
- Hansi Kürsch: Voz y coros
- André Olbrich: Guitarra solista
- Marcus Siepen: Guitarra rítmica
- Frederik Ehmke: Batería

## Músicos invitados
- Oliver Holzwarth: Bajo
- Matthias Wiesner: Teclado

## Lista de canciones
Todas las canciones compuestas por Hansi Kürsch y André Olbrich y todas las letras escritas por Kürsch.
| N.º | Título                        | Duración |  |
| 1.  | «This Will Never End»         | 5:07     |  |
| 2.  | «Otherland»                   | 5:16     |  |
| 3.  | «Turn the Page»               | 4:19     |  |
| 4.  | «"Fly"»                       | 5:46     |  |
| 5.  | «Carry the Blessed Home»      | 4:05     |  |
| 6.  | «Another Stranger Me»         | 4:37     |  |
| 7.  | «Straight Through the Mirror» | 5:50     |  |
| 8.  | «Lionheart»                   | 4:17     |  |
| 9.  | «Skalds and Shadows»          | 3:14     |  |
| 10. | «The Edge»                    | 4:30     |  |
| 11. | «The New Order»               | 4:54     |  |

| Digipack |                                                          |          |  |
| N.º      | Título                                                   | Duración |  |
| 1.       | «All the King's Horses» (también en la edición japonesa) | 4:12     |  |
| 2.       | «Dead Sound of Misery»                                   | 5:18     |  |

## Sencillos extraídos del álbum
- Fly (2006)
- Another Stranger Me (2007)